# 최후의 승리

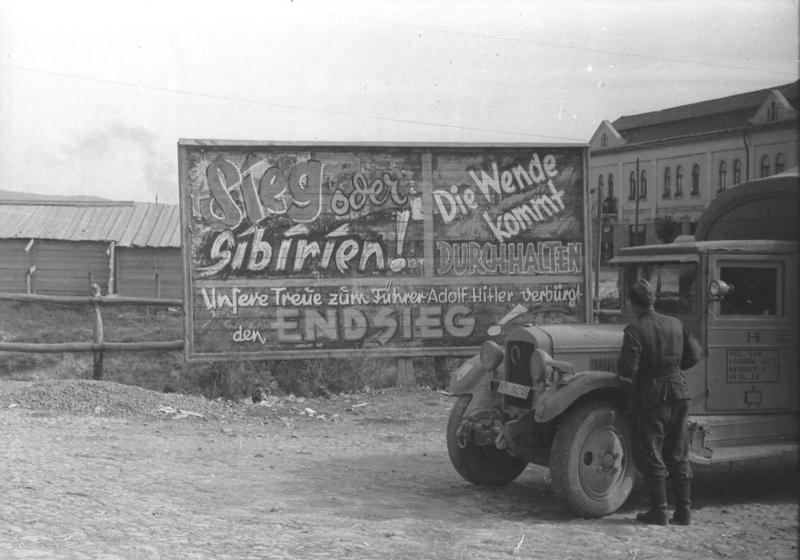
루마니아에 있는 국민사회주의 지지자 게시판(1944년 8월 북트란실바니아), 독일 국방 선전군의 수용

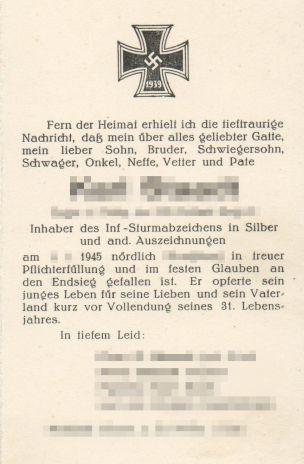
최후의 승리에 대한 믿음을 강조한 제2차 세계 대전 문서 (1945년)

최후의 승리(독일어: Endsieg)란 제1차 세계 대전 때 이미 협상국에 대한 동맹국의 모든 반격의 가능성이 점점 더 낮아지면서도 모든 후퇴와 의심에 맞서고 논란의 여지가 없는 최후의 승리를 의미하기 위해 사용되었다. 카를 크라우스는 1918년 절망적인 상황을 어구 주석에 묘사하며 최후의 승리에 앞서 아이러니한 타이틀을 주었다. 좌파 정치권에서도 로자 룩셈부르크가 정치적 반대자의 입장을 나타내기 위해 이 용어를 사용했다. 그러나 제1차 세계 대전에서 '최후의 승리'보다 더 흔한 선전 용어는 "평화의 승리"라는 말이었는데, 이는 이해의 평화에 찬성하는 사람들에 대한 표어였다.
아돌프 히틀러는 반유대주의적 의미로 "최후의 승리"라는 용어를 이미 나의 투쟁에서 사용했다.